# Aquarium de Vancouver

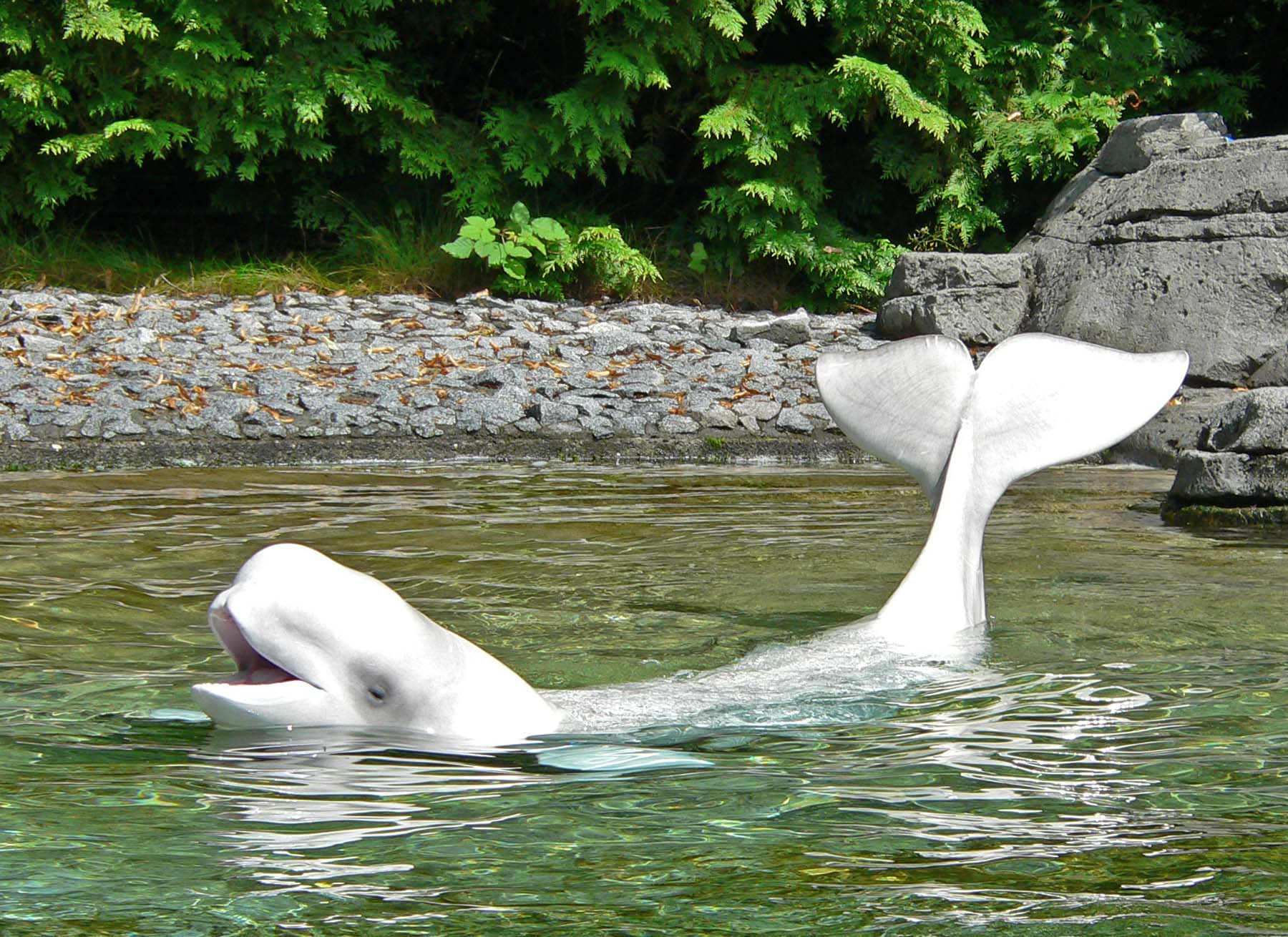
Un béluga (ou baleine blanche) dans un bassin de l'aquarium de Vancouver.

L'aquarium de Vancouver, dont le nom complet en anglais est 
Vancouver Aquarium Marine Science Centre, est un aquarium marin canadien située en Colombie-Britannique, dans le parc Stanley de la ville de Vancouver.

## Historique
L'Association de l'Aquarium public de Vancouver qui a été constituée en 1950, exploite l'aquarium de Vancouver sous la forme d'une organisation sans but lucratif et auto-financée (elle ne reçoit aucune subvention publique). Considéré officiellement comme le premier aquarium public au Canada, il a ouvert ses portes le 15 juin 1956.
Grâce à une croissance tranquille, l'aquarium de Vancouver est devenu le plus grand du Canada et le cinquième en Amérique du Nord.

## Installations
L'aquarium de Vancouver s'étend sur environ neuf mille mètres carrés et abritait en 2005 plus de 70 000 animaux aquatiques qui se répartissent dans les 9 500 m3 d'eau des différents bassins.
Après avoir longtemps présenté de nombreux cétacés (dont des bélugas, des orques, et des narvals), l'aquarium ne présente en 2019 plus qu'un seul cétacé : un dauphin à flancs blancs du Pacifique.

## Économie
L'aquarium, qui est ouvert 365 jours par an, emploie 355 employés et 890 bénévoles actifs, et il a accueilli près de trente millions de visiteurs depuis son ouverture. Son budget annuel de fonctionnement est de vingt millions de dollars canadiens.

## Notes et références

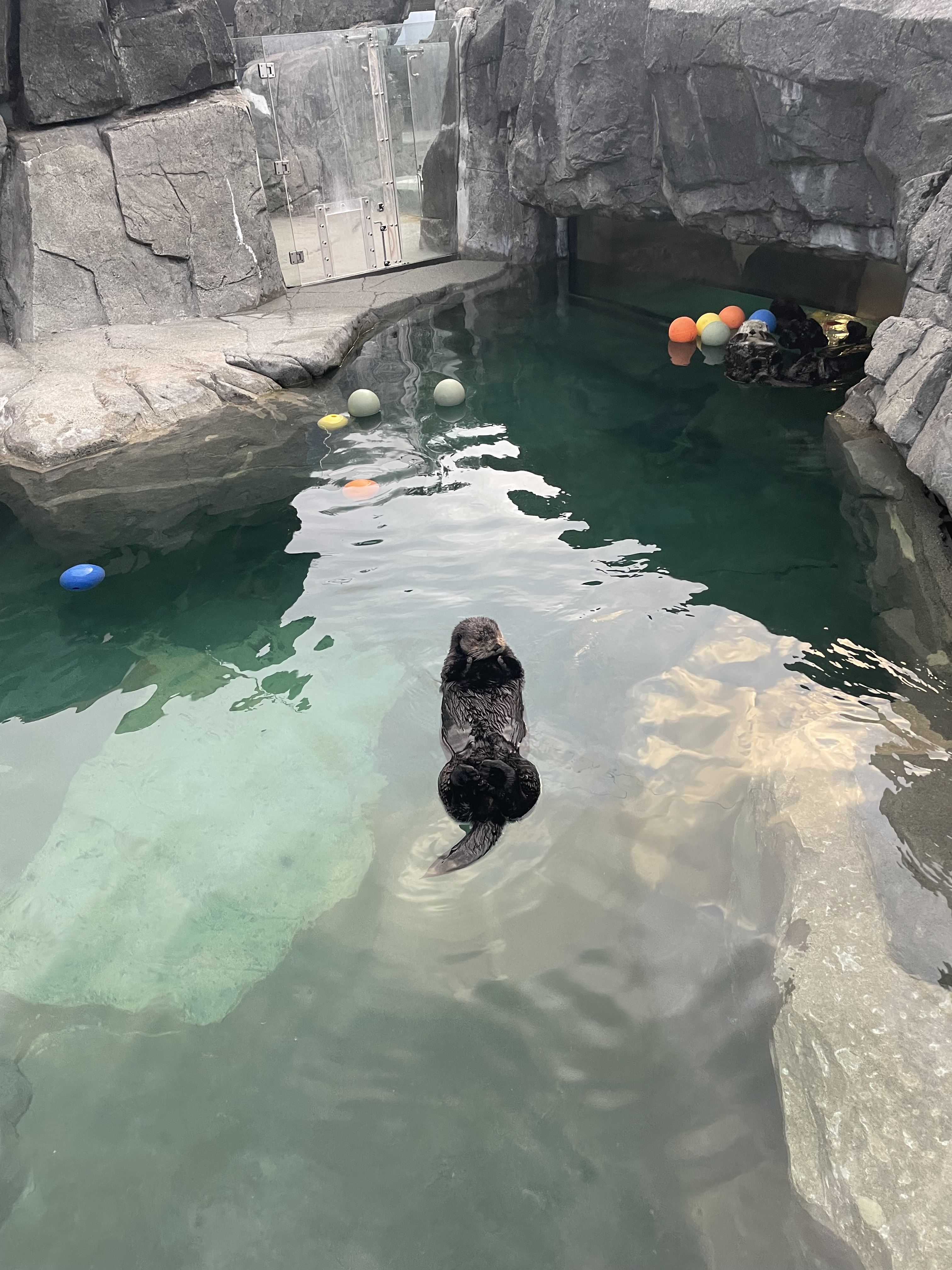
Loutre à l'Aquarium de Vancouver